# Остапченко Микола Васильович
Остапченко Микола Васильович (1923, Сахновщина, Сахновщинський район, Харківська область, Україна — 5 вересня 1944, Маґнушев, Польща) — військовий, Герой Радянського Союзу.

## Життєпис
Микола Васильович Остапченко народився в 1923 р. у селищі Сахновщина Сахновщанського району Харківської області. Перед початком Німецько-радянської війни працював на залізничній станції Сахновщина. Призваний до Червоної Армії в 1941 р. Брав участь у війні проти нацистської Німеччини. З 1 січня по 7 квітня 1942 р. воював на Південно-Західному фронті. 7 квітня 1942 р. поранений у бою. З 5 серпня по 15 жовтня 1943 р. знову воював на Південно-Західному фронті. З 15 листопада 1943 р. по 16 липня 1944 р. воював на 3 Українському фронті. З 16 липня 1944 р. воював на 1 Білоруському фронті. У липні 1944 р. він з групою з двох бійців переправився через річку Західний Буг, взнав цінні данні про розташування супротивника і повертаючись у свою військову частину напав на групу німців: 4 вбив, а 2 захопив у полон. За цей подвиг наказом командира 117 гвардійського стрілецького полку 39 гвардійської стрілецької дивізії від 29 липня 1944 р., гвардії старшого сержанта Миколу Остапченка нагороджено медаллю «За відвагу». 13 серпня 1944 р. гвардії старший сержант Микола Остапченко з групою трьох бійців на передньому краю оборони здійснив напад на позиції противника, в рукопашному бою знищив 3 солдат супротивника і одного взяв у полон. Полонений надав цінні свідчення. За цей подвиг Микола Остапченко був нагороджений орденом «Слава» ІІІ ступеня наказом командира 28 гвардійського стрілецького корпусу 8 гвардійської армії 1-го Білоруського фронту від 22 серпня 1944 р. Микола Остапченко загинув у бою 5 вересня 1944 р. біля с. Маґнушев (Польща). Указом  від 24 березня 1945 р. Микола Остапченко посмертно удостоєний звання Героя Радянського Союзу за те, що 1 серпня 1944 р. першим у полку форсував річку Вісла, першим увірвався у траншеї ворога і захопив їх, чим забезпечив висадку на берег інших бійців. У цьому бою М. Остапченко особисто знищив 7 супротивників і одного взяв у полон.

## Нагороди
- Медаль "За відвагу" (1944)
- Орден "Слава" ІІІ ст (1944)
- Герой Радянського Союзу (1945, посмертно)